# Desa Kalialang (administrativ by i Indonesien, lat -7,46, long 109,34)
Desa Kalialang är en administrativ by i Indonesien.   Den ligger i provinsen Jawa Tengah, i den västra delen av landet, 300 km sydost om huvudstaden Jakarta.